# Женщины в зарубежной популярной музыке

## Описание
В справочнике приведена краткая биографическая информация о 4464 исполнительницах и коллективах, работающих почти во всех популярных музыкальных жанрах и стилях. Исключение составили исполнительницы классической музыки и джаза.

### Чарты
В справочнике приведена информация о хит-синглах Великобритании (UK) по данным таких британских изданий, как NME (New Musical Express) и Record Retailer (с 18 марта 1972 г. — Music Week) и США (USA) по данным американского журнала Billboard в следующем порядке: компания-издатель, каталожный номер, страна, высшее достижение в чартах и дата вхождения сингла в чарты.

### Дискография (номерные диски)
В дискографию персоналий вошли LP и CD (и за редким исключением — EP и MC), расположенные в хронологическом порядке с указанием года издания пластинки и компании-издателя. Отражена информация о 19 283 дисках, выпущенных с 1940 по 2003 гг.

### Дискография (компиляции)
В данный раздел вошли сборники, то есть пластинки, в которые либо по решению артиста, либо по решению компании-издателя включены произведения, выходившие до этого на синглах (SP), EP или на «номерных» дисках, а также иногда и ранее не опубликованный материал. Приведена информация о 7928 дисках, выпущенных с 1939 по 2003 гг.

### Общая дискография
Данный раздел (стб. 1267—1356) носит рекомендательный характер и включает информацию о 754 дисках, выпущенных с 1956 по 2002 гг. Состоит из 19 разделов, в том числе bluegrass (блюграсс), blues (блюз), calypso (калипсо), celtic (келтик), country (кантри), dance/disco (дэнс/диско), girl groups (девичьи группы), gospel (госпел), latin (латин), musicals (мюзиклы), R&B/soul (ритм-энд-блюз/соул), ragtime (регтайм), rap (рэп), reggae (рэггей), swing (свинг), tango (танго), tejano (теджано), world (уорлд) и разное. В четырёх разделах (country, girl groups, R&B/soul и разное) в качестве дополнения приведены караоке-диски. Для наглядности приведены обложки некоторых пластинок.

### Фильмография
Даётся информация о 1525 теле-, видео- и кинофильмах (с 1929 по 2002 гг.), отражающих именно музыкальную (а не артистическую) карьеру исполнительницы. На стб. 1357—1358 приведена рекомендательная фильмография, включающая информацию о 24 фильмах, изданных с 1983 по 2000 гг. на VHS (видеокассеты), LD (лазерные видеодиски) и DVD.